# Gare d’Annemasse
Gare d'Annemasse – stacja kolejowa w Annemasse, w departamencie Górna Sabaudia, w regionie Owernia-Rodan-Alpy, we Francji. Stacja zlokalizowana jest w pobliżu szwajcarskiej granicy.
Została otwarta w 1880 roku przez Compagnie des chemins de fer de Paris à Lyon et à la Méditerranée (PLM).
Jest stacją Société nationale des chemins de fer français (SNCF) obsługiwaną przez pociągi TGV oraz TER Rhône-Alpes.